# Bruno Richard
Bruno Richard, né à Curepipe (île Maurice) le 30 août 1956, est un artiste (dessinateur, graphiste) et éditeur français.

## Vie et œuvre
Bruno Richard, fils d’un peintre en bâtiment et d’une mère franco-malgache, vit ses premières années à l’île Maurice. À la suite du décès du père en 1962, la famille vient s’établir en France en 1963. Bruno a une sœur et deux frères dont l’un, Jocelin (1959-2018) publiera lui aussi des dessins dans des revues. Bruno est placé en internat jusqu’à l’âge de 17 ans, d’abord à la Maison d’Enfants de Sèvres, où de 1966 à 1969 il a pour petit camarade Pascal Doury (1956-2001), orphelin de père comme lui. Après le baccalauréat, Bruno étudie deux ans l’architecture à l'École nationale supérieure des Beaux-Arts de Paris, où il retrouve Pascal Doury. Il complètera ensuite ses études en communication visuelle à l’École nationale supérieure des Arts décoratifs.
Bruno Richard et Pascal Doury créent ensemble la revue Elles sont de sortie (ESDS), dont le premier numéro paraît en 1977, époque marquée par le mouvement punk et les innovations graphiques du groupe Bazooka. Le style expressionniste de Bruno (d'inspiration volontiers pornographique ou sadique) y contraste avec les dessins plus léchés de Pascal (qui emprunte à l'imagerie enfantine), mais le voisinage se fait parfois imbrication, certaines œuvres étant exécutées à quatre mains. La revue a dès le départ des formats variables et une périodicité irrégulière. C’est un des premiers graphzines français. Il sera tantôt auto-édité, tantôt co-édité ou financé par des tiers (Alin Avila, Futuropolis, Le Dernier Terrain Vague...). Dans les premiers numéros sont invités d’autres artistes, tels Marc Caro, Catherine Dard, Tomeu Cabot, Lulu Larsen, Javier Mariscal, Gary Panter, Olivia Clavel et d’autres, puis la revue deviendra l’espace exclusif du duo Richard-Doury.
Bruno Richard travaille dans la publicité dès son entrée dans la vie active et jusqu’à l’an 2008. En 1981, il interprète un rôle dans le film Le bunker de la dernière rafale, de Marc Caro et Jean-Pierre Jeunet. En 1983 paraît le livre Graphic production : 1000 dessins sauvages 73-83, où Bruno Richard réunit une copieuse anthologie d'illustrations de l’underground international, notamment des couvertures de graphzines. En mai-juin 1984, Elles sont de sortie (le duo Richard-Doury, avec Ti5 Dur et Catherine Dard) est invité à exposer à l’Espace Lyonnais d’Art Contemporain (ELAC) conjointement avec l’équipe de Toi et moi pour toujours. A cette occasion ESDS fait paraître un catalogue sans paroles constitué uniquement de photos de scènes pornographiques et de cadavres, qui provoque un scandale. En mai 1985, à l'invitation d'Erro, le duo expose à l'ARC (Musée d'Art moderne de la Ville de Paris). Malgré sa participation à quelques expositions, Bruno Richard déclare sa préférence pour montrer ses images dans les revues (des « expositions à feuilleter ») plutôt que dans le circuit des galeries.
À partir du numéro 40 d’Elles sont de sortie, paru en 1994, Doury et Richard, brouillés, ne travailleront plus ensemble. Bruno Richard continue seul la publication de la revue.
Bruno Richard a eu un fils (Otto, né en 1984) avec Elisabeth Bonamy et un autre (Sigfrid, né en 2008) avec Astrid Sobreiro.

## Parmi les numéros deElles sont de sortie
- N° 4, Santé et maladie, auto-édition, 1977, 40 p.
- N° 7, Jeux, auto-édition, diffusion Futuropolis, 1979, 124 p.
- N° 10, Pornographie catholique, Paris : Le Dernier Terrain Vague, 1982, 44 p.[9]
- N° 11, Sexy Politzei, Paris : diffusion Futuropolis, 1982, 180 p.
- N° 14, Afrikan Baohaos n°1, auto-édition (diffusion Futuropolis & Passage des Ecoliers), 1983.
- N° 22, Nègres vulves noires bites, Paris : Images-Images, 1988, 222 p.
- N° 33, Bébé, auto-édition, 1992, 136 p.
- N° 36, Photomatons pornographiques, Paris : Sketch Studio, 1992, 80 p.
- N° 45? 46?, L’ordure est humaine comme l’amour, à l’intérieur de Bruno Richard, 1976-96, 20 ans de merdes suicidaires, avec Josep Alberti, Jackie Berroyer, Philippe Billé, Bartomeu Cabot, Dugenou, Andréa Cernotto, André Igwal, Gary Panter, Valérie Perrin, Myriam Richard, Art Spiegelman, Olivier Voukchévitch, Willem, Paris : Jean-Paul Rocher, 1996, 124 p.
- N° 56, Journal Sale, Paris : Balland, 2001, 448 p.